# Petinomys lugens
Petinomys lugens är en flygekorre som först beskrevs av Thomas 1895. Den ingår i släktet Petinomys och familjen ekorrar. Inga underarter finns listade i Catalogue of Life.

## Beskrivning
Arten har en svartbrun päls utan några variationer, förutom svansen som har två otydliga linjer. Hanens medellängd är 25 cm, exklusive den 21,5 cm långa svansen. Honan är något längre, med medellängderna 25,8 och 22,6 cm för kropp respektive svans. Vikten är omkring 433 g.

## Ekologi
Litet är känt om artens biologi, förutom att den lever i tropiska och subtropiska skogar.

## Utbredning
Arten förekommer endast på tre öar, Siberut, Sipora och Pagai Utara i den indonesiska ögruppen Mentawaiöarna, som är belägen utanför Sumatras västra kust.

## Bevarandestatus
IUCN kategoriserar arten globalt som starkt hotad, och populationen minskar, troligtvis kraftigt, på grund av skogsavverkning och uppodling.